# Жиронкур сир Врен
Жиронкур сир Врен (фр. Gironcourt-sur-Vraine) насеље је и општина у североисточној Француској у региону Лорена, у департману Вогези која припада префектури Нефшато.
По подацима из 2011. године у општини је живело 977 становника, а густина насељености је износила 130,09 становника/km². Општина се простире на површини од 7,51 km². Налази се на средњој надморској висини од 320 метара (максималној 378 m, а минималној 311 m).

## Демографија
| 1962. | 1968. | 1975. | 1982. | 1990. | 1999. | 2011. |
| ----- | ----- | ----- | ----- | ----- | ----- | ----- |
| 863   | 1.043 | 1.136 | 1.137 | 970   | 931   | 977   |

График промене броја становника у току последњих година